# Juan Bautista Alonso
Juan Bautista Alonso (La Guarda, Pontevedra, 14 de septiembre de 1801-Madrid, 5 de diciembre de 1879) fue un abogado, periodista —siendo cofundador y redactor de El Guirigay— y político español, siendo diputado entre 1839 y 1866 y senador (1872-3).